# Humankind
Humankind é um jogo eletrónico de estratégia por turnos 4X desenvolvido pela Amplitude Studios e publicado pela Sega. Foi lançado a 17 de agosto de 2021 para Google Stadia e Microsoft Windows. Recebeu avaliações positivas da crítica.

## Jogabilidade
Humankind é um jogo eletrónico 4X comparável à série Civilization. Os jogadores lideram a sua civilização em seis grandes eras da civilização humana, começando na era nómada, direcionando como a civilização se deve expandir, desenvolvendo cidades, controlando militares e outros tipos de unidades enquanto interagem com outras civilizações no planeta virtual, geradas aleatoriamente no início de um novo jogo. Uma característica distintiva de Humankind é que dentro de cada uma das eras, o jogador seleciona um dos dez tipos de civilização baseados em sociedades históricas; esta seleção oferece bónus e penalidades para como o jogador pode construir a civilização. Como um jogador pode selecionar diferentes civilizações como modelos para construir, existem potencialmente um milhão de permutações de civilização diferentes que um jogador pode desenvolver.
Construir cidades segue um modelo semelhante do jogo Endless Legend, também desenvolvido pela Amplitude; um continente em Humankind possui vários territórios e o jogador só poderá construir uma cidade nesse território. Com o tempo, ele pode expandir a cidade, adicionando quintas e outros recursos periféricos, bem como áreas urbanas mais densas próximas do centro da cidade. Isto permite a criação de grandes metrópoles dentro de cada território. Os jogadores também podem precisar entrar em combate com as forças inimigas. Quando isto ocorre, o jogo usa uma abordagem de RPG tático para resolução detalhada dessas batalhas, dando ao jogador a chance de aproveitar o terreno e as habilidades especiais das suas unidades. Dentro detas escaramuças, as batalhas podem durar apenas três turnos de combate antes que o jogo retorne ao overworld, para que guerras prolongadas possam ocorrer durante vários anos na escala do overworld.
Durante o jogo, os jogadores ganham recursos para a ua civilização, semelhante ao Endless Legend, que inclui alimentos, indústria, ouro, ciência e influência; cada um deles pode ser gasto para acelerar a produção, avançar na tecnologia ou como mercadoria comercial com outras culturas. Humankind também inclui Fama, que é conquistada por feitos dentro do jogo, por exemplo, acumular influência ou ouro, destruir unidades, ser a primeira civilização a descobrir certas tecnologias ou construir maravilhas do mundo. A fama é uma medida persistente do sucesso relativo da civilização em comparação com outras civilizações e pode ter impactos em decisões posteriores no jogo. Ao contrário de jogos como Civilization, onde pode haver várias condições de vitória, o triunfo em Humankind é baseado apenas na pontuação de Fama após um número pré-determinado de turnos ou outros eventos que desencadeiam o fim do jogo. Humankind inclui certas pessoas e eventos baseados em registros históricos com os quais o jogador pode interagir.

## Desenvolvimento
A Amplitude Studios tem um histórico de produzir jogos do género 4X baseados no seu cenário de ficção científica Endless, incluindo Endless Space e Endless Legend. O estúdio considera Humankind a "obra-prima" de seus títulos anteriores, e algo que eles queriam produzir desde o início, com sua recente aquisição pela Sega ajudando a tornar Humankind possível.
Humankind foi incitado pela Sega no início de 2019, com o jogo a ser anunciado formalmente durante a Gamescom de agosto de 2019. O título teve uma demonstração exclusiva de 7 dias no Stadia, a partir de 21 de outubro de 2020. A Amplitude realizou períodos de testes beta abertos no final de 2020 e início de 2021, chamados de fases "OpenDev", dando aos jogadores a oportunidade de experimentar cenários limitados e fornecer feedback para melhorar o jogo.
Embora o jogo tenha sido planeado para ser lançado em abril de 2021, a Amplitude adiou o lançamento para agosto de 2021 a fim de favorecer o polimento final do título. Durante esse período, a Amplitude anunciou que não iria incluir o software de gestão de direitos digitais Denuvo no jogo. Apesar deles terem pretendido usar o Denuvo para ajudar a proteger seu jogo, foi descoberto durante os dados adquuridos nas fases do OpenDev que o Denuvo havia impactado negativamente o desempenho de Humankind, fazendo com que eles optassem por remover o software.

## Recepção
Humankind recebeu avaliações "geralmente favoráveis", de acordo com o agregador de críticas Metacritic, possuindo uma nota média ponderada de 77/100.
Leana Hafer, da IGN, avaliou o jogo com uma nota 7/10, afirmando que "Humankind é um jogo de estratégia interessante, mas razoavelmente seguro, no estilo 4X histórico que nem sempre parte para atingir seu potencial máximo." Fraser Brown, da PC Gamer, concedeu uma pontuação de 71/100. Ele escreveu que gostou do processo de ver sua civilização crescer, mas sentiu que a jogabilidade era muito focada em números e não tinha a personalidade e a estranheza narrativa dos trabalhos anteriores da Amplitude.

### Vendas
Humankind foi o quarto jogo eletrónico mais vendido em agosto de 2021 nos Estados Unidos.

### Prêmios e indicações
Humankind foi indicado na categoria de "Melhor Jogo de Simulação/Estratégia" no The Game Awards 2021.